# Histiogamphelus briggsii
Histiogamphelus briggsii és una espècie de peix de la família dels singnàtids i de l'ordre dels singnatiformes.

## Morfologia
- Els mascles poden assolir 22,5 cm de longitud total.[3][4]

## Reproducció
És ovovivípar i el mascle transporta els ous en una bossa ventral, la qual es troba a sota de la cua.

## Hàbitat
És un peix de clima subtropical i associat als esculls de corall que viu entre 3-20 m de fondària.

## Distribució geogràfica
Es troba al sud d'Austràlia: des d'Austràlia Meridional fins a Nova Gal·les del Sud i Tasmània.